# Bass Culture (livre)
Pour l'album de LKJ, voir Bass Culture (album).
Bass Culture sous-titré Quand le reggae était roi, est un livre paru en 2000 dont l'auteur est Lloyd Bradley, considéré comme l'un des meilleurs connaisseurs de la musique jamaïcaine.
Préfacé par Prince Buster, traduit en 2005 de l'anglais par Manuel Rabasse, il raconte l'évolution de la musique jamaïcaine des premiers sound systems du début des années 1950 jusqu'aux années 1990 en passant par les périodes ska, rocksteady, early reggae, reggae roots, accordant de l'importance au développement du reggae à l'étranger et notamment en Angleterre, terre d'accueil de nombreux Jamaïcains. 
Le sujet est traité autant sous l'aspect musical que social, politique et économique, la musique traditionnelle jamaïcaine ayant toujours emprunté au quotidien, au vécu et à son environnement proche ses sources d'inspirations. 
Le récit est parsemé de nombreux témoignages des acteurs les plus importants de la scène reggae depuis plus de 50 ans,  Sir Coxsone Dodd, Prince Buster, Lee Perry, Jimmy Cliff, Ken Boothe, Burning Spear et bien d'autres que l'auteur a croisé à Kingston ou à Londres. Il donne aussi une vision de l'imbrication de la foi Rasta et du reggae en rappelant ses origines puis son importance dans la vie des artistes à partir de la fin des années 1970. 
Lloyd Bradley s'est aussi efforcé d'éclairer son propos par de nombreuses citations de chansons, ceci permettant de comprendre l'évolution de l'inspiration, passant de paroles revendicatives à des chansons d'amour, de paroles violentes à une expression profonde de la foi Rasta.
Par ailleurs, le livre est régulièrement ponctué en marge de pochettes d'albums cultes et de 45 tours légendaires.
Dans la préface, Prince Buster écrit « Enfin la musique jamaïcaine a le livre qu'elle mérite ». 